# ایگور پترنکو
ایگور پترنکو (روسی: И́горь Петро́вич Петре́нко؛ زادهٔ ۲۳ اوت ۱۹۷۷) یک هنرپیشه اهل روسیه است. وی از سال ۲۰۰۰ میلادی تاکنون مشغول فعالیت بوده‌است.
از فیلم‌ها یا برنامه‌های تلویزیونی که وی در آن نقش داشته است می‌توان به تاراس بولبا، ستاره، شرلوک هولمز اشاره کرد.
وی همچنین برنده جوایزی همچون جایزه نیکا شده است.